# Parti socialiste du Québec
Le Parti socialiste du Québec (PSQ) était un parti politique marginal au Québec (Canada). Il fut fondé en 1963 et il fut dissous en 1968.

## Histoire
La création du Parti socialiste du Québec découla d’un schisme entre deux groupes lors du congrès d'orientation du Nouveau Parti démocratique du Québec (NPD-Québec), qui fut tenu les 29 et 30 juin 1963. Les désaccords entre les deux groupes portaient sur des orientations politiques au sujet du statut constitutionnel du Québec ainsi que sur la question de la potentielle liaison au Nouveau Parti démocratique du Canada, tel que prévu initialement, ou s'il serait plutôt un parti entièrement indépendant. Ce congrès d'orientation, qui devait préparer le congrès de fondation d'un parti, le NPD-Québec, se solda plutôt, avant même que ce parti ne soit fondé, par la formation de deux organisations : un conseil provisoire du Parti socialiste du Québec et un comité provisoire d'organisation du NPD du Canada au Québec.
Le conseil provisoire du PSQ élu le 30 juin 1963 était composé de : Fernand Daoust (président), Michel Chartrand (vice-président), Jack Weldon (v.-p.), Jean-Claude Lebel (v.-p.), André L'Heureux (secrétaire), Jean Couvrette (trésorier), Pierre Vadeboncœur, Jean-Marie Bédard, Anita Charest, Raymond Legendre, Martial Laforest, Émile Boudreau, Jean-Paul Gagnon et Robert Milette.
Il s'ensuivit, quelques mois plus tard, les fondations officielles de deux organisations politiques indépendantes et, malgré quelques hésitations, une répartition des champs d'action entre les deux : d'une part une section du NPD du Canada, qui continua d'utiliser le nom de NPD-Québec, décidant de concentrer ses efforts sur la scène fédérale au Québec tout en laissant le PSQ œuvrer sur la scène de la politique provinciale, et d'autre part le Parti socialiste du Québec, qui décida de limiter son action à la politique provinciale.
À la suite de la scission, la Fédération des travailleurs du Québec (FTQ), centrale ouvrière qui avait activement initié et soutenu le projet initial de création d'un NPD-Québec lié au NPD du Canada et qui avait fourni un fort contingent de membres, prit ses distances. Elle continua de maintenir ses liens avec la section du NPD fédéral et l'appuya lors des élections fédérales. Toutefois, elle n'entretint aucun lien formel avec le PSQ et elle ne l'appuya pas.
Le PSQ publia une publication, Le Peuple. Un premier numéro parut en septembre 1963.
Le Parti socialiste du Québec tint son congrès de fondation les 15, 16 et 17 novembre 1963, à Québec, auquel furent présents une centaine de délégués. Michel Chartrand y fut élu président du parti, et Jean-Marie Bédard et Émile Boudreau vice-présidents.
Un autre congrès se tient au mois de mars 1966.
La seule présence électorale du Parti socialiste du Québec se fit lors de l'élection générale québécoise du 5 juin 1966 où il présenta cinq candidats et obtint 0,05 % du vote provincial.
Le parti a eu deux présidents : Michel Chartrand du 30 juin 1963 au 19 janvier 1966 et Jean-Marie Bédard de 1966 à 1968.
Le PSQ demeura marginal et ne compta qu'un faible nombre de membres. Le parti fut dissous en février 1968. Le président Jean-Marie Bédard règle personnellement les dettes du parti et ferme les livres.